# دهستان کارده
کارده، دهستانی از توابع بخش مرکزی شهرستان مشهد در استان خراسان رضوی ایران است.

## جمعیت
براساس سرشماری سال ۱۳۸۵جمعیت آن  ۷۰۹۶نفر (۱۷۴۵خانوار) بوده‌است.